# Величанствени век: Косем
Величанствени век: Косем (тур. Muhteşem yüzyıl: Kösem) турска је телевизијска серија, снимана од 2015. до 2017.

## Синопсис
Анастасија (позната и као Насија) је тринаестогодишња девојчица која живи срећно са породицом на грчком острву Тинос. У неком тренутку, неко је насликао Анастасијин портрет са малим јагњетом у руци. Тај портрет је послат у Топкапи палату, који је приметио Ахмед, млади Османски султан, који је управо сео на престо.
Након што се заљубио у девојку са портрета, султанија Сафије је наредила да се девојка доведе у Топкапи палату. Насија је показала своју одбојну, јаку и детињасту личност, јер је била отета од стране Османских гусара и заклела се да ће се вратити кући.
Када је стигла у палату, Ахмед је посвећивао Насији много времена. Пошто никад пре није окусила љубав, она је одбила Ахмедову љубав, али касније почиње полако да се заљубљује у њега, и истовремено одраста. Због њених осећања према Ахмеду, она почиње да мења мишљење, и схвата да су њих двоје суђени једно за друго, а због те љубави је чак ризиковала и свој живот. Иако наизглед рањива, она је постала храбра и одлучна, и тако увећавала своју моћ. Променила је име у Косем, и постала најмоћнија султанија у Османској историји.

### Сезона 1
На трон 1603. ступа 13-огодишњи Ахмед. Прва одлука новог султана била је поштеда свог брата Мустафе, чиме је Ахмед прекршио дугогодишњи закон братоубиства у Османској империји. Млади султан се на почетку налазио у великим проблемима: ризница је каснила из Египта те су јањичари и спахије дигле побуну због плата. Иако је побуна ескалирала на Улуфе Дивану нападом на самог султана, плате су ипак подељене а побуна се зауставила.
Недуго после, Ахмед се разболио од богиња као и његов брат Мустафа те је њихова бака, моћна Сафије султанија на трону хтела кримског принца Мехмеда. Ипак, Ахмед и Мустафа се опорављају те тада почиње раскол између Ахмеда и Сафије. У исто време, Ахмед се упознаје са Анастасијом, грчком робињом која добија име Косем. Наредне 1604. султану се рађа син Осман (мајка му је била Махфируз) а 1605. и син Мехмед (син са Косем). Осим њих, имао је још најмање 5 синова (Мурат IV, Ибрахим I, Касим, Сулејман и Бајазит). Исте 1605. Сафије султанија организује атентат и Ахмедово свргавање које није успело.
По повратку, он баца Сафије у тамницу те лично погубљује Јусуф пашу. По смрти великог везира Лала Мехмеда 1605. и заузимања Естаргона, 21. јуна 1606. нови велики везир постаје Србин из Босне - Дервиш Мехмед паша, Ахмедов учитељ још од принчевског доба. Он се на тој позицији није дуго задржао - већ у децембру га Ахмед погубљује због сумње да је управо Дервиш отровао његовог оца Мехмеда III. На његово место долази Кујуџу Мурат паша који на Ахмедову наредбу гаси велику Џелали побуни 1610. Како би спречио даље побуне, Ахмед наређује да се његов мали брат Мустафа затвори у одаје (кафес). Годинама затворен, Мустафа постаје луд.
У 21. епизоди, 10 година је прошло и Ахмед је већ озбиљан владар. Ипак, убрзо поболева од болести желуца. Његову болест убрзавала је Сафије султанија, желећи да на трон доведе свог сина а Ахмедовог „изгубљеног” стрица Искендера (Јахју). 1616. у Истанбулу Ахмед отвара велику, по себи названу „Ахмедију” џамију. После тога од Зулфикар паше који је био његов хас ода баша сазнаје да је Искендер његов стриц и наређује Зулфикару да га погуби што овај не чини.
У 24. епизоди Ахмед склапа брак са Косем али му током ноћи позли и он ујутру умире на Косеминим рукама. Она му на самрти обећава да ће чувати његову државу и његову децу. То се збило 22. новембра 1617. После тога, кријући његову смрт, Косем пише лажни ферман по ком „Луди” Мустафа долази на власт на штету Ахмедовог сина Османа. Ипак, Мустафа I не остаје дуго на трони због своје менталне нестабилности и он већ три месеца касније бива збачен а на трон долази Осман II „Млади”. Он се, ипак, окреће против Косем (на наговор Лала Омера) те она окреће јањичаре против њега. Осман због тога наређује погубљење брата Мехмеда у јануару 1621. Истог пролећа, Осман креће у поход на Пољску. Резултат је био катастрофалан (Хотинска битка) те Осман током самог похода долази у сукоб са јањичарима. Прво је погубио Гузелџе Али пашу па је сменио Охрили Хусејин пашу, стидећи се пораза. На крају је, ипак, потписан мир и он се као победник враћа у Истанбул. На прослави победе, под сумњивим околностима умире султанов син принц Омер. Осман II на дивану објављује да иде на хаџ што је био изговор за скупљање нове војске од секбана. Кад су сазнали за то, јањичари под вођством Кара Давут паше (зета Мустафе I) и Мансур аге ваде „Лудог” Мустафу и доводе га на трон по други пут (мај 1622).
Осман бежи али бесни јањичари га налазе, убијајући његове изасланике (Али агу, Зулфикар пашу и Охрилија). Они Османа јавно срамоте, каменују га те га муче у јањичарском пуку. Напослетку, воде га у Једикуле тамницу где га јањичари на челу са Кара Давутом задављују стављајући му тестисе под пресу. На тај начин, Осман II бива први Османски падишах који је убијем од стране јањичара. Ни друга владавина „Лудог” Мустафе није трајала дуго и он је већ следеће 1623. збачен и опет затворен а све моћнија Косем султанија на трон доводи свог 11-огодишњег сина Мурата IV.

### Сезона 2
Косем је моћна мајка султанија и регент свом сину султану Мурату IV скоро деценију, али војни немири узрокују да јој потоњи одузме ауторитет и сукоб. С пуном контролом државе, Мурат поставља своје планове за обнову царства у доба просперитета и освајања и провере корупције у покрету. Истовремено, мађарска принцеза Фарја Бетлен тражи уточиште на Османском двору и тренутна привлачност између ње и султаније изазива реакције.
Напетост је и на Муратовој вези са његовом сестром Гевхерхан након погубљења њеног супруга, као и са њеном мајком, када се она на крају одлучи за љубав уместо игара моћи. Њихов полубрат и престолонаследник, Бајазит, иако одан султану, такође је у сукобу због амбиција своје мајке Гулбахар, коју је Косем дуго прикривала; све док агенде осталих принчева и неверника остају непознате и против-отоманска осећања и планови поново се развијају на западу.

## Сезоне
| Сезона | Сезона | Број епизода (н) / (и)         | Приказивање у Турској                |
| ------ | ------ | ------------------------------ | ------------------------------------ |
|        | 1      | 30 / 84 (1 — 30) / (1 — 84)    | 12. новембар 2015 — 9. јун 2016. ()  |
|        | 2      | 30 / 84 (31 — 60) / (85 — 168) | 18. новембар 2016 — 27. јун 2017. () |

## Улоге
| Глумац                                         | Улога                      | Епизода |
| ---------------------------------------------- | -------------------------- | ------- |
| Анастасија Силимпију Берен Сат Нургул Јешилчај | султанија Косем            | 1 — 60  |
| Хуља Авшар                                     | султанија Сафије           | 1 — 29  |
| Екин Коч                                       | Ахмед I                    | 1 — 24  |
| Боран Кузум                                    | Мустафа I                  | 1 — 56  |
| Танер Олмез                                    | Осман II                   | 10 — 30 |
| Тулин Озен                                     | султанија Хандан           | 1 — 19  |
| Аслихан Гурбуз                                 | султанија Халиме           | 1 — 30  |
| Берк Џанкат                                    | Принц Искендер             | 1 — 28  |
| Вилдан Атасевер                                | султанија Хумашах          | 17 — 30 |
| Мете Хорозоглу                                 | Зулфикар-паша              | 1 — 30  |
| Кадир Догулу                                   | Мехмед Гирај               | 1 — 26  |
| Гулџан Арслан                                  | султанија Фахрије          | 1 — 14  |
| Метин Акдулгер                                 | Мурат IV                   | 21 — 56 |
| Ридван Ајбарс Дузеј Тугај Мерџан               | Ибрахим I                  | 21 — 60 |
| Ханде Догандемир                               | султанија Турхан Хатиџе    | 57 — 60 |
| Муге Боз                                       | султанија Тели-Хумашах     | 57 — 60 |
| Еџе Чешимоглу                                  | султанија Атике            | 21 — 60 |
| Фарах Зејнеп Абдулах                           | султанија Фарја            | 31 — 52 |
| Догач Јилдиз                                   | Принц Касим                | 21 — 53 |
| Јигит Учан                                     | Принц Бајазит              | 21 — 50 |
| Исмаил Демирџи                                 | Кеманкеш Кара Мустафа-паша | 31 — 60 |
| Џандер Џиндорук                                | Силахтар Мустафа-паша      | 31 — 52 |
| Чагри Шенсој                                   | „Луди” Хусејин-паша        | 33 — 60 |
| Лејла Ферај                                    | султанија Ајше             | 31 — 46 |
| Асли Тандоган                                  | султанија Гевхерхан        | 21 — 45 |
| Неџип Мемили                                   | Евлија Челебија            | 31 — 41 |
| Усхан Чакир                                    | Хезарфен Ахмед Челебија    | 31 — 41 |
| Енгин Бенли                                    | Синан-паша                 | 31 — 57 |
| Хакан Шахин                                    | Хаџи-ага                   | 3 — 60  |
| Мурат Атик                                     | Корнелиус                  | 31 — 38 |
| Идил Јенер                                     | Лалезар-калфа              | 31 — 60 |
| Мустафа Кирантепе                              | Бејнам-ага                 | 31 — ?  |
| Бурџу Гул Казбек                               | Мелек-калфа                | 31 — 60 |
| Асил Бујукозчелик                              | Ладикли Бајрам-паша        | 31 — ?  |
| Џенгиз Окујуџу                                 | Табанијаси Мехмед-паша     | 31 — ?  |
| Шемси Инкаја                                   | Јахја Ефендија             | 31 — 56 |
| Шенер Саваш                                    | Халил-паша                 | 21 — 56 |
| Бурак Дакак                                    | Принц Мехмед               | 12 — 28 |
| Дилара Аксујек                                 | султанија Махфирузе        | 1 — 15  |
| Мехмет Куртулуш                                | Дервиш-паша                | 1 — 18  |
| Емре Башер                                     | Мехмед-паша Ћуприлић       | 57 — 60 |
| Еркан Колчак Костендил                         | Шахин Гирај                | 1 — 14  |